# Wilson (football, 1969)
Pour les articles homonymes, voir Wilson.
Wilson Constatino Nova Estrela, dit Wilson (né le 13 mars 1969), est un footballeur angolais.